# 네덜란드의 군주
네덜란드는 연방공화국 시대부터 지금까지 대대로 나폴레옹 전쟁 기간을 제외하고 오라녜 나사우 왕가가 통치해왔다.
연방공화국 시대에는 스타트허우더(총독)직을 세습하였고 빈 회의로 네덜란드 왕국을 성립한 후, 지금까지 군림해오고 있다.
1983년 헌법개정으로 왕위계승은 최장자 상속제로 하고 있다.

## 네덜란드의 왕
| 사진 초상화 | 이름           | 생몰년도    | 즉위년도                                                | 퇴위년도         | 퇴위이유 |
| ----------- | -------------- | ----------- | ------------------------------------------------------- | ---------------- | -------- |
|             | 빌럼 1세       | 1772 - 1843 | 1813년 12월 2일 대공 즉위, 1815년 3월 16일 국왕 즉위    | 1840년 10월 7일  | 양위     |
|             | 빌럼 2세       | 1792 - 1849 | 1840년 10월 7일                                         | 1849년 3월 17일  | 사망     |
|             | 빌럼 3세       | 1817 - 1890 | 1849년 3월 17일                                         | 1890년 11월 23일 | 사망     |
|             | 빌헬미나       | 1880 - 1962 | 1890년 11월 23일 (엠마 왕비가 1898년 8월 31일까지 섭정) | 1948년 9월 4일   | 양위     |
|             | 율리아나       | 1909 - 2004 | 1948년 9월 4일                                          | 1980년 4월 30일  | 양위     |
|             | 베아트릭스     | 1938 -      | 1980년 4월 30일                                         | 2013년 4월 30일  | 양위     |
|             | 빌럼알렉산더르 | 1967 -      | 2013년 4월 30일                                         | 현재             |          |

## 같이 보기
- 네덜란드의 군주 배우자